# Israëlische Badmintonbond
De Israëlische Badmintonbond (lokaal: Israel Badminton Association) is de nationale badmintonbond van Israël.
De huidige president van de Israëlische bond is Michael Schneidman. Anno 2015 telde de bond 363 leden, verdeeld over 18 badmintonclubs. De bond is sinds 1996 aangesloten bij de Europese Bond.

## Toernooien
De IBA is verantwoordelijk voor de organisatie van verschillende toernooien door Israël heen, de toernooien die door de bond georganiseerd worden zijn:
- Nationaal kampioenschap
- Nationaal gehandicapten kampioenschap